# Rödjans naturreservat
Rödjans naturreservat är ett naturreservat i Voxtorps socken i Värnamo kommun i Jönköpings län.
Området avsattes som naturreservat år 2022 och är 21 hektar stort. Det är beläget vid östra stranden av sjön Flåren. Området består av bokskog. 